# Yasuyuki Konno
Yasuyuki Konno (今野 泰幸, Konno Yasuyuki), né le 25 janvier 1983 à Sendai, est un footballeur international japonais. Il évolue au poste de milieu de terrain mais peut également jouer au poste de défenseur.

## Biographie

### En club
Yasuyuki Konno commence sa carrière professionnelle au Consadole Sapporo. Il joue son premier match en championnat du Japon (J-League 1) lors de l'année 2001.
En 2004, il rejoint le FC Tokyo. Il reste 8 saisons dans ce club, remportant notamment une Coupe du Japon et deux Coupes de la Ligue. Yasuyuki Konno dispute un total de 221 matchs en J-League 1 avec le club de la capitale.
En 2012, Yasuyuki Konno s'engage en faveur du Gamba Osaka. Le club participe à la Ligue des champions de l'AFC 2012 après avoir terminé 3e du championnat du Japon en 2011.

### En sélection nationale
Yasuyuki Konno participe à la Coupe du monde des moins de 20 ans 2003 avec  l'équipe du Japon des moins de 20 ans. Cette compétition se déroule aux Émirats arabes unis. Le Japon atteint les quarts de finale de cette compétition. 
Yasuyuki Konno participe ensuite aux Jeux olympiques d'été de 2004 avec l'équipe du Japon des moins de 23 ans. Le Japon ne passe pas le premier tour de ce tournoi olympique.
Yasuyuki Konno reçoit sa première sélection en équipe du Japon le 3 août 2005, lors d'un match face à la Chine en Coupe d'Asie de l'Est. Le Japon se classe deuxième de cette compétition.
En 2007, Yasuyuki Konno participe à sa première Coupe d'Asie des nations. Le Japon se classe quatrième de ce tournoi. 
Yasuyuki Konno participe ensuite à la Coupe du monde 2010, où le Japon atteint le stade des huitième de finale. Yasuyuki Konno ne dispute qu'un seul match dans cette compétition : une rencontre face au Danemark, lors de la phase de groupe.
En 2011, Yasuyuki Konno remporte avec le Japon la Coupe d'Asie des nations. C'est le quatrième sacre du Japon dans cette compétition et le premier titre international pour Yasuyuki Konno.
Le 12 octobre 2012, Yasuyuki lance la contre-attaque qui permet la victoire au Japon à la 88e minute contre la France grâce à un but de Shinji Kagawa.

## Palmarès

### En équipe nationale
- Vainqueur de la Coupe d'Asie des nations en 2011 avec le Japon

### En club
- Champion de J-League en 2014 avec Gamba Osaka
- Champion de J-League 2 en 2011 avec le FC Tokyo et 2013 avec Gamba Osaka
- Vainqueur de la Coupe du Japon en 2011 avec le FC Tokyo
- Vainqueur de la Coupe de la Ligue japonaise en 2004 et 2009 avec le FC Tokyo et 2014 avec le Gamba Osaka
- Vainqueur de la Coupe Suruga Bank en 2010 avec le FC Tokyo